# Idaea fatimata
Idaea fatimata là một loài bướm đêm trong họ Geometridae.